# Xã Ellis, Michigan
Xã Ellis (tiếng Anh: Ellis Township) là một xã thuộc quận Cheboygan, tiểu bang Michigan, Hoa Kỳ. Năm 2010, dân số của xã này là 596 người.